# Карджіанг
Карджіанг, (Karjiang) (7221 м) — вершина в центральній частині Гімалаїв, найвищий пік за 4 км на північний схід від Кула Кангрі (7538 м). Розташована в  Тибеті, недалік від кордону з Бутаном (існує неофіційний кордон Бутану, що проходить на 15-20 км північніше офіційного).  100-та за висотою і третя нескорена вершина в світі. Згідно з «Гімалайським журналом» за 2010 рік, вдалих сходжень на Карджіанг не зареєстровано.
Двічі на неї намагалися залізти, але нікому не вдалося ще ступити на її важкодоступну вершину. Екстремальна лавинна небезпека і висока технічна складність поки що робили спроби сходження безплідними
Основні вершини масиву: Карджіанг I (7221 м), Карджіанг Північний (7196 м), Карджіанг II (7045 м), Карджіанг III (6820 м) і вершина північно-східного плеча (6400 м)

## Ресурси Інтернету
- «Гімалайський журнал» [Архівовано 17 липня 2017 у Wayback Machine.]
- Детально описано спробу сходження на Карджіанг [Архівовано 13 березня 2016 у Wayback Machine.]